# 皮贝格
皮贝格（法語：Puberg，发音：[pybɛʁg] 或 [pubɛʁk]）是法国下莱茵省的一个市镇，属于萨韦尔讷区和英维莱尔县（Ingwiller）。该市镇总面积4.91平方公里，2009年时的人口为339人。

## 人口
皮贝格人口变化图示